# Hemeroplanis zayasi
Hemeroplanis zayasi là một loài bướm đêm trong họ Erebidae.